# Yungasia trispinosa
Yungasia trispinosa är en insektsart som beskrevs av Rauno E. Linnavuori 1959. Yungasia trispinosa ingår i släktet Yungasia och familjen dvärgstritar. Inga underarter finns listade i Catalogue of Life.